# Dominio del tiempo
El dominio temporal es un término utilizado para describir el análisis de funciones matemáticas o señales físicas respecto al tiempo. En el dominio temporal discreto el valor de la señal o la función se conoce únicamente en algunos puntos discretos del eje temporal. Sin embargo, en el dominio temporal continuo se conoce por todos los números reales. Según cómo sea esta función, se utilizarán métodos matemáticos para analizarla. Opciones como la transformada de Fourier o de Laplace se encuentran a nuestra disposición.

## Señales en dominio temporal
Normalmente el osciloscopio es usado para visualizar las señales del mundo real en dominio temporal. Los gráficos en dominio temporal muestran el comportamiento de una señal a lo largo del tiempo. Hay que recordar que una señal mostrada en dominio temporal no tiene inicio ni fin, es continuo. Aun así, es habitual representarlo cómo si se inicializara al 0 de los ejes donde trabajamos para facilitar el análisis.
El hecho que estemos tan acostumbrados al parámetro temporal comporta que en la hora de analizar un gráfico cualquiera expresado en dominio temporal nos sea relativamente fácil comprenderlo, a diferencia del dominio frecuencial que requiere más observación para la comprensión. Incluso para cálculos sencillos nos es muy cómodo. Por ejemplo, si tenemos una onda sinusoidal de frecuencia desconocida, es muy fácil siguiendo la escala del gráfico, calcular cuántos ciclos aproximadamente se han producido en 1 segundo. Lo mismo a la inversa, calculando el periodo, miramos un ciclo y vamos a la escala de tiempo para aproximar el valor.

## Parámetros de descripción
Los parámetros que describen una señal en el dominio temporal son: amplitud máxima, frecuencia de repetición y duración. Aun así, si profundizamos en la creación de sistemas de control y tenemos en cuenta su dominio temporal habrá que saber parámetros más específicos relacionados con la respuesta temporal de este sistema. Más concretamente, el sobrepic (overshoot), tiempo de crecimiento (rise time), y tiempo de establecimiento (settling time).

## Origen del término
El uso de los términos contrastados dominio temporal y dominio frecuencial se desarrolló en la ingeniería de comunicaciones de los Estados Unidos a finales de los años cuarenta. Los términos aparecen juntos y sin definición el 1950. Cuando un análisis utiliza el segundo o uno de sus múltiplos como unidad de medida, se encuentra en el dominio temporal. Cuando el análisis hace referencia a las unidades recíprocas como el Hercio, entonces se encuentra en el dominio de frecuencia.